# オコラ
オコラ（Ocora）は、フランスのレコード・レーベル。ラジオ・フランスの部門となっている。
ラジオディフュージョン・テレビジョン・フランス（RTF）のエンジニアであったピエール・シェフェールが、アフリカでフランス語圏のラジオ局を担当した後、1955年にフランスとフランスの協力会社である海外フランス・ラジオ放送会社（Société de radiodiffusion de la France d’Outre-mer、SORAFOM）を設立。これが母体となっている。1962年、SORAFOMが「Office de le COperation RAdiophonique」と改名。この頭文字から「OCORA」をレーベル名として使用している。
初期のカタログ内容はアフリカ音楽が中心で、膨大な量のアフリカ音楽を世に知らしめた。その後、シャルル・デュヴェル、ピエール・トゥレーユの指導により、世界各地の音楽も取り扱うようになった。
1992年10月より、録音や発売に対する方針は、多数の著名な民族音楽者で成る編集委員会によって決定されるようになっている。
オコラは音楽に対する興味、質、録音技術など、できるかぎり多くの聴衆に聴いてもらうための条件を最重要視している。信憑性、音質に関する問題も、ポピュラー、宗教、芸術のジャンルに関わらず、同様である。カタログにはコンサート会場やスタジオ、フィールドなど、世界中のあらゆる場所で録音された曲が含まれている。それぞれのCDには初心者から専門家まで充分に楽しめる内容の充実した解説書が添付されている。

## 主なアルバム
- 『スリランカの宗教音楽』 - Sri Lanka: Musiques Rituelles Et Religieuses (1982年)